# Oligomyrmex villiersi
Oligomyrmex villiersi är en myrart som först beskrevs av Bernard 1953.  Oligomyrmex villiersi ingår i släktet Oligomyrmex och familjen myror. Inga underarter finns listade i Catalogue of Life.